# Моравецкий, Дмитрий Владимирович
Дмитрий Владимирович Моравецкий (10(23) июня 1907 года, Томск — 9 марта 2006 года, Томск) — спортсмен, тренер, педагог высшей школы. Почётный гражданин Томска. Отличник физической культуры (1955).

## Биография
Учился в Томской мужской гимназии, с 1920 года — в гимнастической школе, занимался французской борьбой, затем перешёл в лёгкую атлетику и лыжный спорт.
Специализировался на лыжных гонках, неоднократный чемпион проводимых в Сибири соревнований (1927—1934), в 1934 году выиграл Спартакиаду втузов СССР в трёх беговых дистанциях.
Окончил, с отличием, механический факультет Томского индустриального института (1934). С 1934 года работал на кафедрой физического воспитания там же, в 1937 году возглавил кафедру. Среди обучавшихся у Моравецкого видные впоследствии учёные — М. А. Усов, В. Д. Кузнецов, Л. П. Кулев, Ф. Н. Шахов, Л. Л. Халфин, В. К. Щербаков.
С началом Великой Отечественной войны формировал лыжные батальоны для боевых действий на фронте. Затем принял командование над отдельным лыжным батальоном. В 1942 году был направлен на Северо-Западный фронт, затем воевал на Центральном и Втором Украинском фронтах, в Румынии, Венгрии, Чехословакии, войну закончил 14-го мая. Был удостоен звания «Почётный гражданин города Зволин».
Демобилизовавшись в 1946 году в звании гвардии майора, вернулся в Томск, возобновил преподавание в ТПИ. В 1955 году окончил факультет физического воспитания ТГПИ.
Выступал также как тренер, среди воспитанников — Алевтина Кирюшкина.
Решением Томской городской думы № 131 от 28.01.1999 Д. В. Моравецкому присвоено звание Почётного гражданина города Томска.

## Память
Похоронен на кладбище Бактин.
На здании 9-го корпуса ТПИ Д. В. Моравецкому установлена мемориальная доска